# George Reid (piłkarz)
George Hull Reid (ur. 16 stycznia 1896 w Belfaście, zm. 1967) – irlandzki piłkarz występujący na pozycji napastnika.
W 1919 roku zdobył Puchar Irlandii z Linfield. W tym samym roku wywalczył z tym zespołem wicemistrzostwo Irlandii. Osiągnięcie to powtórzył również rok później z Distillery.
W barwach Cardiff City rozegrał siedem spotkań i zdobył cztery bramki w Division One. Zadebiutował w tych rozgrywkach 23 grudnia 1922 w przegranym 1:5 meczu z Manchesterem City, w którym strzelił gola.
W reprezentacji Irlandii wystąpił jeden raz, 3 marca 1923 w przegranym 0:1 meczu British Home Championship przeciwko Szkocji.